# Равне (Айдовщина)
Равне (словен. Ravne) — поселення в общині Айдовщина. Висота над рівнем моря: 311,5 метрів.